# 1992
1992 (MCMXCII) byl rok, který dle gregoriánského kalendáře započal středou.

## Události

### Československo
- 1. ledna – zákonem byla zřízena veřejnoprávní Česká televize, která po následující rok fungovala souběžně se Slovenskou televizí (ta existovala již od července 1991) a státní Československou televizí.
- 8. ledna – Závada na technickém přípojném zařízení způsobila srážku dvou kabin lanovky Tatranská Lomnica – Skalnaté pleso ve Vysokých Tatrách. Po srážce se obě kabiny uvolnily z lana a zřítily a zahynuli 4 studenti.[1]
- 3.–8. února – V Milovech na Žďársku se konala konference zástupců České národní rady a Slovenské národní rady k novému státoprávnímu uspořádání Československa. Výsledný návrh smlouvy později nebyl přijat slovenskou stranou.
- 13. února – Československo se stalo 39. zemí připojenou k internetu.[2]
- 23. dubna – Na úbočí Smědavské hory v Jizerských horách, okr. Liberec, havarovala dvě francouzská letadla s humanitární pomocí na cestě do Polska. Čtyři členové posádek zahynuli.
- 18. května – Začala první vlna kupónové privatizace, které se zúčastnilo 77 % oprávněných občanů.
- 5.–6. červen – Ve Volbách do Sněmovny lidu Federálního shromáždění zvítězila v Česku Občanská demokratická strana se ziskem 33,9 % hlasů a na Slovensku Hnutí za demokratické Slovensko (33,54 % hlasů).
- 2. července – Byla jmenována poslední československá vláda Jana Stráského a česká vláda Václava Klause.
- 3. července – Při volbě prezidenta nebyl zvolen žádný kandidát.
- 16. července – V další prezidentské volbě kandidoval pouze Miroslav Sládek, který obdržel 33 hlasů a nebyl zvolen.
- 17. července – Slovenská národní rada schválila Deklaraci o svrchovanosti Slovenské republiky.
- 20. červenec – Václav Havel abdikoval na úřad prezidenta.
- 23. července – Představitelé nejsilnějších politických stran ČSFR – ODS (Václav Klaus) a HZDS (Vladimír Mečiar) se v Bratislavě dohodli na zániku ČSFR.
- 22. srpna – Při prudké bouři utonulo ve východoslovenské vodní nádrži Zemplínská šírava 9 lidí.
- 1. září – Alexander Dubček utrpěl při automobilové havárii na dálnici D1 u Humpolce vážná zranění, kterým 7. listopadu t.r. podlehl.
- 3. listopad – obnovena fakulta chemická Vysokého učení technického v Brně.
- 25. listopadu – Vláda ČSFR schválila ústavní zákon o zániku federace k 31. prosinci 1992.
- 16. prosince – Poslanci České národní rady schválili novou Ústavu České republiky.
- 18. prosinec – Zastavením těžby na šachtě č. 3 v Zadním Chodově na Tachovsku bylo ukončeno dobývání uranu v Západočeských uranových dolech.

### Svět
- 11. ledna – Srbové v Bosně a Hercegovině vyhlásili vlastní republiku.
- 26. února – První válka o Náhorní Karabach: Masakr v Chodžaly: Příslušníci arménských ozbrojených složek zahájili palbu na azerské civilisty prchající z Chodžaly. Na místě zůstaly stovky mrtvých.
- 6. března – Byl aktivován počítačový virus Michelangelo.
- 13. března – Li Chung-č' (Li Hongzhi) představil v severozápadní Číně ve městě Čchang-čchun čchi-kungovou metodu pro rozvoj těla a mysli nazvanou Fa-lun-kung, jíž se v následujících sedmi letech začalo věnovat okolo 100 milionů Číňanů.
- 9. dubna – Při parlamentních volbách ve Spojeném království John Major neočekávaně obhájil post premiéra.
- 16. dubna – v St. Catharines je Homolkou a Bernardem unesena žačka posledního ročníku Holy Cross Secondary School Kristen French, začíná jedna z největších pátracích akcí v historii Kanady
- 22. dubna – došlo k sérii výbuchů kanalizace ve čtvrti Reforma mexické Guadalajary. Čtvrť byla zničena, stovky lidí zemřely a tisíce byly těžce zraněny.
- 30. dubna – tělo Kristen French nalezeno se stopami opakovaného znásilňování a brutálního mučení
- 5. května – Kanadská policie a americká FBI vytvořili skupinu Green Ribbon Task Force, která měla objasnit vraždy Leslie Mahaffy a Kristen French.
- 23. května – Italský prokurátor Giovanni Falcone s manželkou a třemi členy ochranky byli zavražděni mafií.
- 19. července – Mafie spáchala atentát na italského prokurátora Paola Borsellina.
- 25. července – 9. srpna – V Barceloně proběhly XXV. Letní olympijské hry.
- 3. listopadu – Bill Clinton zvítězil v amerických prezidentských volbách nad dosavadním prezidentem Georgem Bushem st.
- 11. listopadu – Anglikánská církev rozhodla, že bude světit na kněze i ženy.
- 3. prosince – Při havárii řeckého tankeru Aegean Sea uniklo u španělského přístavu A Coruña do moře 67 000 tun ropy.

## Umění
- 4. říjen – Divadlo Járy Cimrmana se stěhuje do Žižkovského divadla
- 8. listopadu – Světová premiéra Solitary Confinement v Nederlander Theater v New Yorku (25 představení)
- Rozpadla se hudební skupina Lucie. Obnovena byla v roce 1994.
- Vznikla portugalská metalová skupina Moonspell
- Od roku 1992 je v České republice udělována cena Stavba roku

## Vědy
- 30. srpna – Američtí astronomové David C. Jewitt a Jane X. Luuová objevili těleso Kuiperova pásu (15760) 1992 QB1, první transneptunické těleso od objevu Pluta a Charonu.
- V Asii byl objeven nový druh sudokopytníka saola.

## Nobelovy ceny
- Nobelova cena za fyziku – Georges Charpak
- Nobelova cena za chemii – Rudolph A. Marcus
- Nobelova cena za fyziologii a lékařství – Edmond H. Fischer, Edwin G. Krebs
- Nobelova cena za literaturu – Derek Walcott
- Nobelova cena za mír – Rigoberta Menchú
- Nobelova pamětní cena za ekonomii – Gary Stanley Becker

## Narození

### Česko

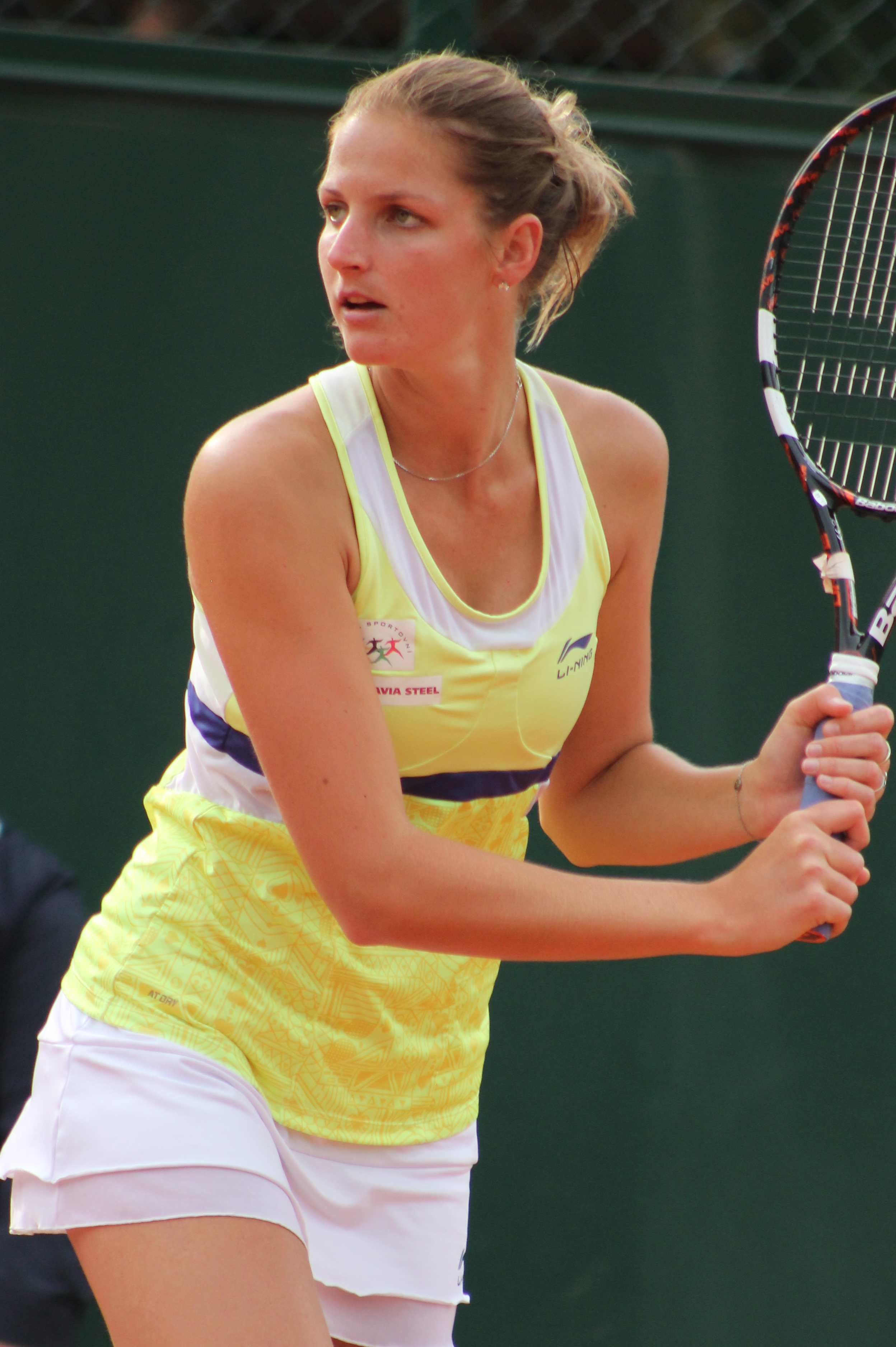
Karolína Plíšková (* 3. červen)

- 14. února – Petr Mrázek, hokejový brankář
- 21. února – Fiedlerski, hudební producent
- 27. února – Martina Dubovská, alpská lyžařka
- 11. března – David Gránský, zpěvák, herec a dabér
- 16. března – Elizaveta Maximová, herečka
- 21. března
  - Karolína Plíšková, tenistka
  - Kristýna Plíšková, tenistka
- 24. března
  - Martin Frýdek, fotbalista
  - Denisa Domanská, modelka
- 10. dubna – Diana Mezuliáníková, atletka, běžkyně
- 19. dubna – Oldřich Hajlich, herec a dabér
- 21. dubna – Nikola Buranská, modelka
- 27. dubna – Adam Bartoš volejbalista
- 28. dubna – Jitka Nováčková, modelka
- 01. května – Matěj Vydra, fotbalový útočník
- 04. května – Tomáš Filippi, hokejový útočník
- 16. května – Jenovéfa Boková, herečka
- 20. května – Václav Kadlec, fotbalový útočník
- 09. června – Dominik Dvořák, bobista a atlet
- 15. června – Petr Straka, hokejový útočník
- 22. června – Pavel Lainka, lední hokejový rozhodčí († 10. září 2016)
- 02. července – Robert Hájek, herec
- 05. července – Ladislav Krejčí, fotbalový záložník
- 11. července – Petr Vakoč, cyklista
- 03. srpna – Petr Zámorský, hokejový obránce
- 06. srpna – Jakub Brabec, fotbalový obránce
- 11. srpna – Mirai Navrátil, kytarista a zpěvák, frontman skupiny Mirai
- 15. srpna – Karel Sivák, streamer
- 19. srpna – David Rittich, lední hokejový brankář
- 22. srpna – Vladimír Coufal, fotbalový obránce
- 26. srpna – Tomáš Koubek, fotbalový brankář
- 20. září – Ondřej Balvín, basketbalista
- 14. října – Jiří Procházka, MMA bojovník
- 21. října – Nikol Švantnerová, modelka
- 27. října – Karolína Erbanová, rychlobruslařka
- 24. prosince – Jakub Flek, hokejový útočník
- 26. prosince – Vojtěch Mozík, hokejový obránce

### Svět

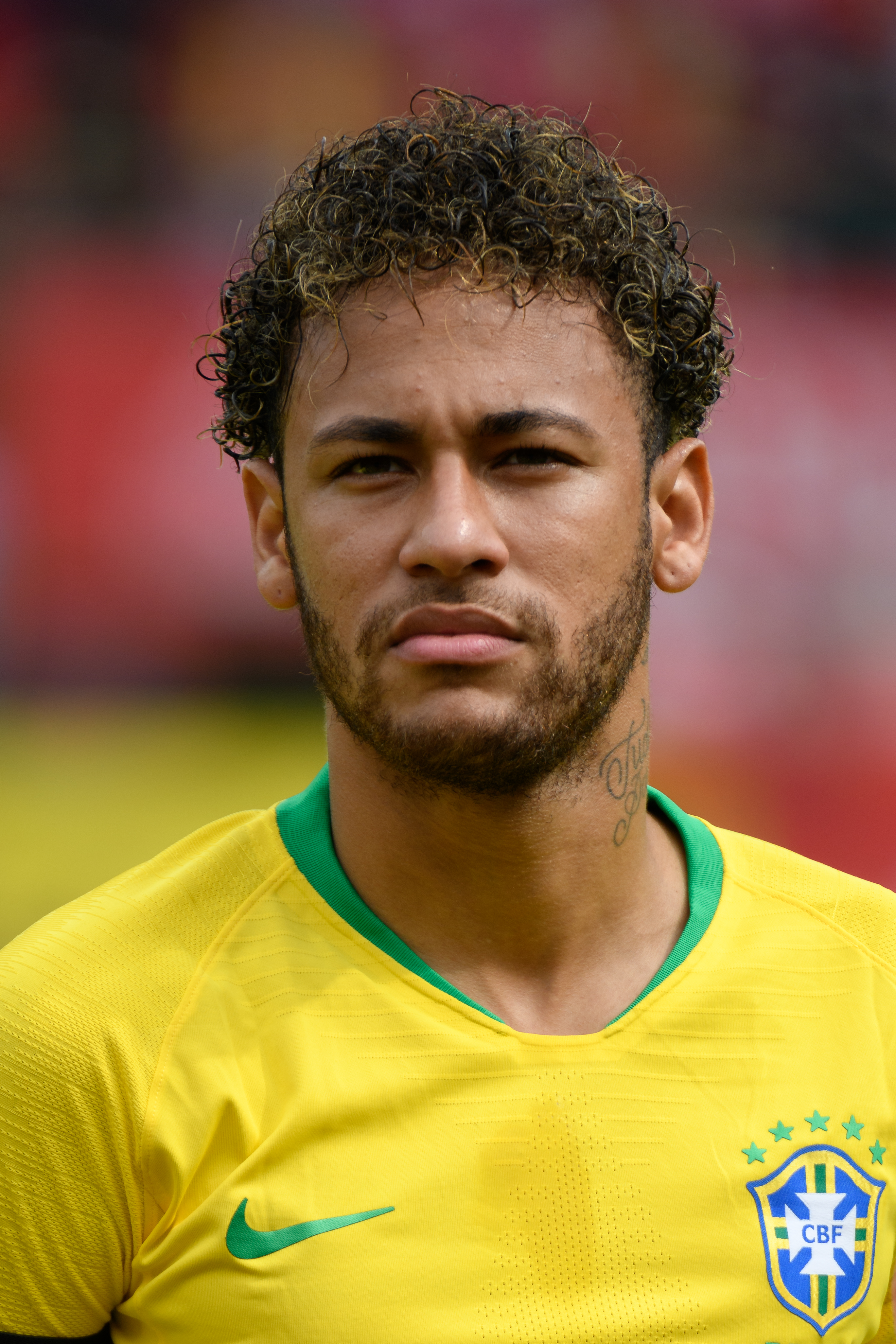
Neymar (* 5. únor)

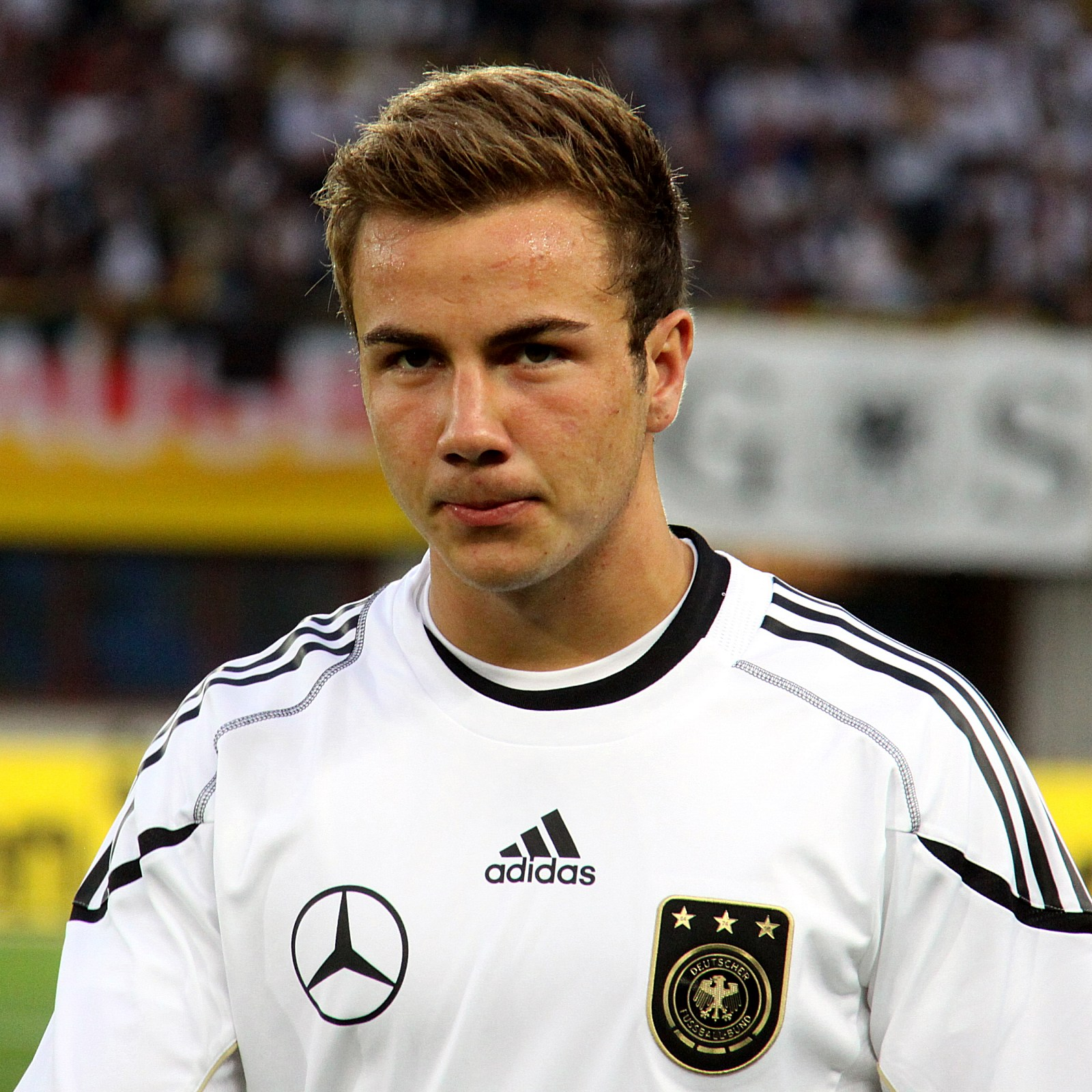
Mario Götze (* 3. červen)

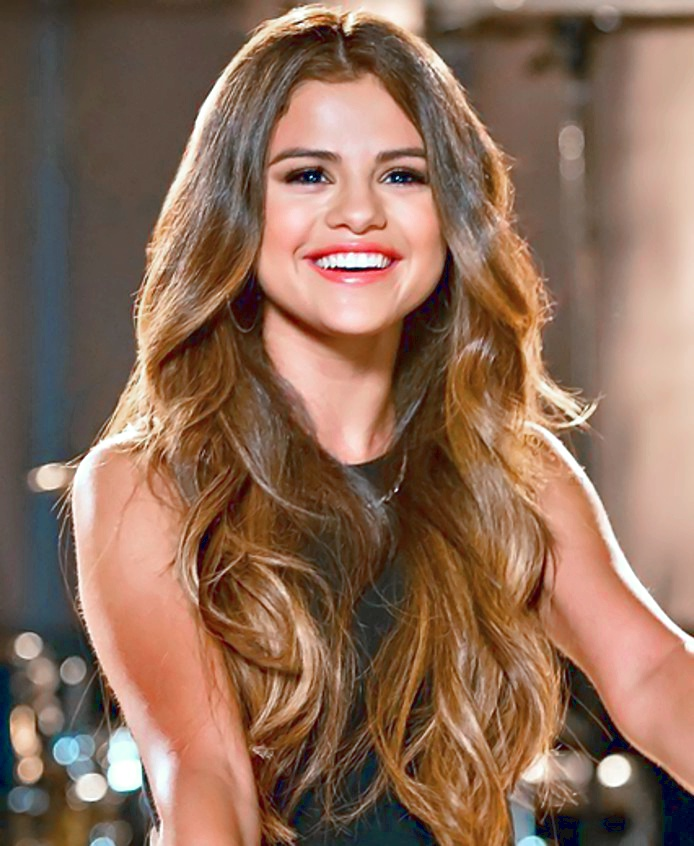
Selena Gomezová (* 22. červenec)

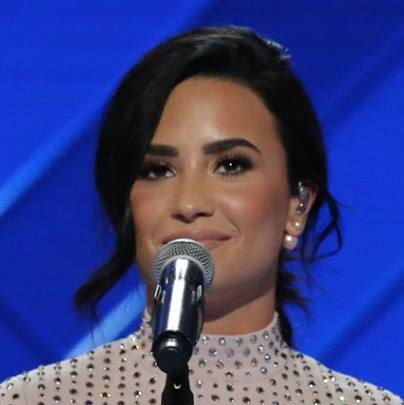
Demi Lovato (* 20. srpen)

- 01. ledna – Jack Wilshere, anglický fotbalista
- 13. ledna – Hyvin Kyiengová Jepkemoiová, keňská běžkyně na 3 000 metrů s překážkami
- 18. ledna – Ríma Džufaliová, saúdskoarabská automobilová závodnice
- 19. ledna
  - Shawn Johnsonová, americká sportovní gymnastka
  - Logan Lerman, americký herec
  - Mac Miller, americký rapper († 7. září 2018)
- 24. ledna – Kevin Krawietz, německý tenista
- 31. ledna – Alexandr Loginov, ruský biatlonista
- 02. února – Shanieka Rickettsová, jamajská trojskokanka
- 05. února
  - Neymar, brazilský fotbalista
  - Carina Vogtová, německá lyžařka
- 08. února – Seuran Han, jihokorejská sportovní lezkyně
- 09. února – Jan Hojer, německý sportovní lezec
- 10. února
  - Pauline Ferrand-Prévotová, francouzská cyklistka
  - Kévin Mayer, francouzský atlet, desetibojař
- 11. února – Taylor Lautner, americký herec
- 14. února
  - Christian Eriksen, dánský fotbalista
  - Freddie Highmore, britský herec
- 17. února – Beka Gigiašvili, gruzínský ragbista
- 18. února – Martin Marinčin, slovenský lední hokejista
- 20. února – Aaron Appindangoyé, gabonský fotbalista
- 22. února – Alexander Merkel, kazašsko-německý fotbalový záložník
- 23. února – Jamison Gibson-Park, irský ragbista
- 26. února – Mikael Granlund, finský lední hokejista
- 27. února
  - Filip Krajinović, srbský tenista
  - Jimmy Vicaut, francouzský atlet, sprinter
- 10. března – Emily Osmentová, americká herečka a zpěvačka
- 13. března – Kaya Scodelario, britská herečka
- 17. března
  - Eliza Bennettová, britská herečka
  - Milan Trajković, kyperský atlet, překážkář
- 18. března – Francesco Vettorata, italský sportovní lezec
- 24. března – Vanessa Hinzová, německá biatlonistka
- 27. března – Marc Muniesa, španělský fotbalista
- 28. března – André Sanità, německý sportovní šermíř
- 01. dubna – Gabriela Dabrowská, kanadská tenistka
- 07. dubna – Gerard Moreno, španělský fotbalista
- 08. dubna – Sergej Usťugov, ruský běžec na lyžích
- 10. dubna
  - Michał Haratyk, polský atlet, koulař
  - Daisy Ridley, britská herečka
- 12. dubna – Chad le Clos, jihoafrický plavec
- 13. dubna – George North, velšský ragbista
- 15. dubna
  - Alice Volpiová, italská šermířka
  - Ricarda Funková, německá vodní slalomářka
- 17. dubna – Jasper Stuyven, belgický silniční cyklista
- 18. dubna – Chloe Bennet, americká herečka a zpěvačka
- 24. dubna
  - Doc Shaw, americký herec, zpěvák a raper
  - Jack Quaid, americký herec
- 26. dubna – Aaron Judge, americký baseballový hráč
- 28. dubna – Tony Yoka, francouzský boxer
- 30. dubna – Marc-André ter Stegen, německý fotbalový brankář
- 03. května – Will Skelton, australský ragbista
- 04. května – Phyllis Francisová, americká atletka, sprinterka
- 06. května
  - Jonas Valančiūnas, litevský basketbalista
  - Michal Čajkovský, slovenský lední hokejista
- 11. května
  - Christina McHaleová, americká tenistka
  - Thibaut Courtois, belgický fotbalový brankář
- 12. května – Vetle Sjåstad Christiansen, norský biatlonista
- 15. května – Andrew Pozzi, britský atlet, překážkář
- 19. května
  - Ola John, nizozemský fotbalista
  - Heather Watsonová, britská tenistka
  - Jevgenij Kuzněcov, ruský lední hokejista
  - Marshmello, americký DJ
- 20. května – Cate Campbellová, australská plavkyně
- 01. června
  - Peter Trška, slovenský lední hokejista
  - Gianmarco Tamberi, italský atlet, skokan do výšky
- 03. června – Mario Götze, německý fotbalista
- 05. června – Anne Kjersti Kalvå, norská běžkyně na lyžích
- 06. června – Saša Lussová, ruská modelka a herečka
- 10. června
  - Lukáš Cingeľ, slovenský hokejista
  - Kate Uptonová, americká modelka a herečka
- 11. června – Julian Alaphilippe, francouzský silniční cyklista
- 12. června – Malcolm David Kelley, americký herec
- 13. června – Semi Radradra, fidžijský ragbista
- 15. června
  - Mohamed Salah, egyptský fotbalista
  - Dafne Schippersová, nizozemská atletka, sprinterka
- 17. června
  - Mujinga Kambundjiová, švýcarská sprinterka
  - Vaea Fifita, tonžský ragbista
- 24. června – Stuart Hogg, skotský ragbista
- 27. června – Ferry Weertman, nizozemský plavec
- 03. července – Norbert Gyömbér, slovenský fotbalista
- 04. července – Iryna Petrenková ukrajinská biatlonistka
- 08. červenec
  - Son Hung-min, jihokorejský fotbalista
  - Sky Ferreira, americká zpěvačka, modelka a herečka
  - Sandi Morrisová, americká skokanka o tyči
- 15. července – Wayde van Niekerk, jihoafrický běžec na 200 a 400 metrů
- 21. července – Julija Běljajevová, estonská šermířka
- 22. července – Selena Gomezová, americká herečka a zpěvačka
- 24. července
  - Dionatan Teixeira, brazilský fotbalista
  - Mikaël Kingsbury, kanadský akrobatický lyžař
- 29. července – Jessy Trémoulièreová, francouzská ragbistka
- 30. července – Christopher Grotheer, německý skeletonista
- 02. srpna – Charli XCX, anglická zpěvačka
- 03. srpna
  - Denis Abljazin, ruský sportovní gymnasta
  - Karlie Kloss, americká modelka
- 12. srpna – Cara Delevingne, anglická modelka, herečka a zpěvačka
- 13. srpna – Lois Abbinghová, nizozemská házenkářka
- 16. srpna
  - Thomas Krol, nizozemský rychlobruslař
  - Piotr Lisek, polský atlet, tyčkař
  - Quentin Fillon Maillet, francouzský biatlonista
- 17. srpna – Denis Kudla, americký tenista
- 18. srpna
  - Frances Bean Cobain, americká zpěvačka
  - Richard Lásik, slovenský fotbalista
- 20. srpna
  - Demi Lovato, americká herečka
  - Pieter Stephanus du Toit, jihoafrický ragbista
- 27. srpna
  - Carissa Mooreová, americká surfařka
  - Daniel Ståhl, švédský atlet, diskař
- 02. září – Emiliano Martínez, argentinský fotbalový brankář
- 07. září
  - Martin Hinteregger, rakouský fotbalista
  - Adam Jánošík, slovenský lední hokejista
  - Sam Kendricks, americký atlet, tyčkař
  - Alexej Lucenko, kazašský silniční cyklista
  - Kenki Fukuoka, japonský ragbista
- 12. září – Mahmood, italský zpěvák, rapper a skladatel
- 14. září – Danielle Williamsová, jamajská atletka, překážkářka
- 16. září – Nick Jonas, americký zpěvák
- 18. září – Kendra Harrisonová, americká atletka, překážkářka
- 19. září – Erin Jacksonová, americká rychlobruslařka
- 21. září – Aleksander Aamodt Kilde, norský alpský lyžař
- 23. září
  - Finn Russell, skotský ragbista
  - Samuel Spišák, slovenský herec
- 27. září – Granit Xhaka, švýcarský fotbalista
- 28. září – Skye McCole Bartusiak, americká herečka († 2014)
- 30. září – Ezra Miller, americký herec a zpěvák
- 2. října – Allisson Becker, brazilský fotbalový brankář
- 05. října – Kevin Magnussen, dánský automobilový závodník
- 11. října – Cardi B, americká rapperka
- 16. října – Viktorija Golubicová, švýcarská tenistka
- 17. října – Barry Keoghan, irský herec
- 21. října – Bernard Tomic, australský tenista
- 22. října – 21 Savage, britsko-americký rapper a hudební producent
- 25. října – Paulína Bátovská Fialková, slovenská biatlonistka
- 31. října – Vanessa Marano, americká herečka
- 03. listopadu – Joe Clarke, britský vodní slalomář a kajakář
- 04. listopadu – Nicol Čupková, slovenská lední hokejistka
- 10. listopadu
  - Enrico Berrè, italský sportovní šermíř
  - Mattia Perin, italský fotbalový brankář
- 17. listopadu
  - Natasha Morrisonová, jamajská atletka, sprinterka
  - Marquis Dendy, americký skokan do dálky
- 23. listopadu
  - Miley Cyrusová, americká zpěvačka
  - Gabriel Landeskog, švédský lední hokejista
- 25. listopadu – Ana Bogdanová, rumunská tenistka
- 28. listopadu – Adam Hicks, americký herec a raper
- 06. prosince – Lilian Calmejane, francouzský silniční cyklista
- 09. prosince
  - Milan Lalkovič, slovenský fotbalista
  - Sarah Hiriniová, novozélandská ragbistka
- 11. prosince – Christophe Laporte, francouzský silniční cyklista
- 14. prosince – Tori Kelly, americká zpěvačka a skladatelka
- 18. prosince
  - Bridgit Mendler, americká herečka a zpěvačka
  - Ryan Crouser americký atlet, koulař
- 28. prosince – Tomáš Jurčo, slovenský lední hokejista
- neznámé datum – Mohammadreza Safdarian Korouyeh, íránský horolezec

## Úmrtí

### Česko
- 03. ledna

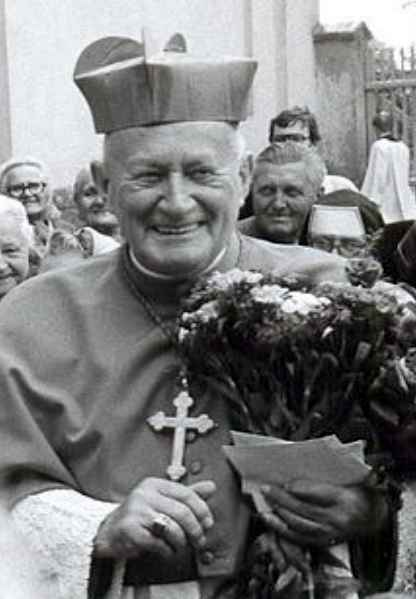
František Tomášek († 4. srpna)

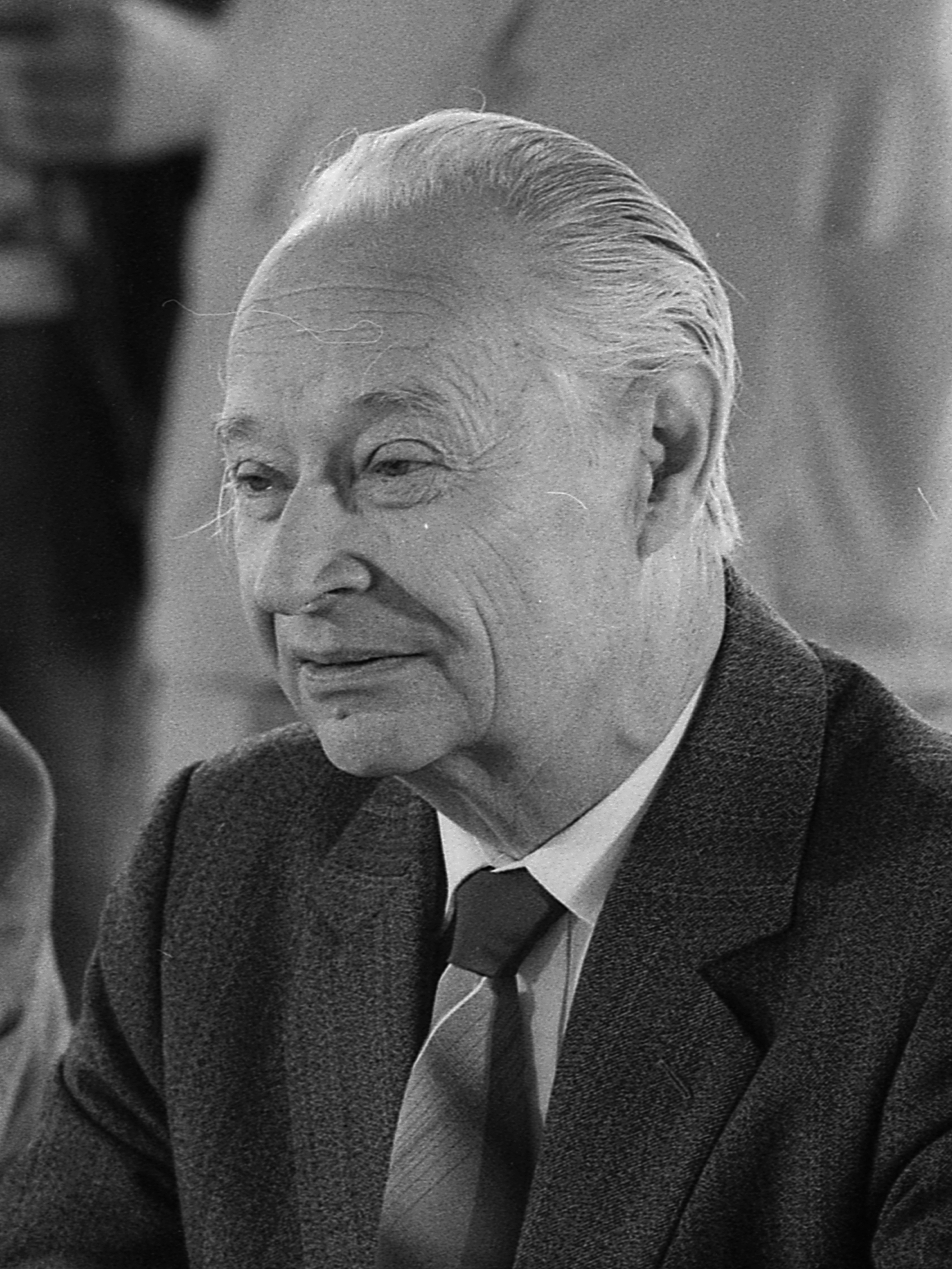
Alexander Dubček († 7. listopad)

  - Eva Svobodová, herečka (* 1. května 1907)
  - Ludmila Mojžíšová, terapeutka, zabývající se léčbou neplodnosti (* 25. října 1932)
- 04. ledna – Jan Otokar Fischer, profesor dějin francouzské literatury a překladatel (* 30. listopadu 1923)
- 07. ledna – Miroslav Lamač, výtvarný kritik a historik umění (* 7. dubna 1928)
- 13. ledna – Harry Macourek, dirigent, sbormistr a skladatel (* 11. dubna 1923)
- 30. ledna – František Brabec, profesor ekonomiky a řízení, rektor Českého vysokého učení technického v Praze (* 13. listopadu 1905)
- 04. února – Marie Švermová, politička (* 17. srpna 1902)
- 05. února – Samuel Kodaj, generál a komunistický politik (* 12. října 1922)
- 11. února – František Panuška, vysokoškolský pedagog, teolog a filosof (* 15. listopadu 1909)
- 12. února – Ladislav Sirový, 46. velmistr Křižovníků s červenou hvězdou (* ? 1918)
- 23. února – Vincenc Havel, sochař (* 5. dubna 1906)
- 09. března – František Schwarzenberg, diplomat (* 24. března 1913)
- 28. března – Josef Matěj, pozounista a hudební skladatel (* 19. února 1922)
- 02. dubna – Svatopluk Skládal, herec (* 17. března 1926)
- 08. dubna – Otakar Dadák, herec (* 16. prosince 1918)
- 12. dubna – Vlastimil Hašek, herec (* 7. června 1928)
- 15. dubna – Alena Vostrá, spisovatelka (* 17. května 1938)
- 20. dubna – Josef Macůrek, historik (* 31. března 1901)
- 21. dubna – Eduard Foltýn, primátor města Ostravy (* 11. listopadu 1925)
- 23. dubna – Josef Šafařík, filosof, esejista a dramatik (* 11. února 1907)
- 26. dubna – Jaromír Wíšo, malíř (* 11. ledna 1911)
- 27. dubna – Richard Mihula, režisér (* 3. září 1932)
- 08. května – Otto Šimánek, herec (* 28. dubna 1925)
- 14. května – Václav Frolec, národopisec, folklorista a vysokoškolský pedagog (* 27. září 1934)
- 16. května – Marie Podvalová, operní pěvkyně (* 5. září 1909)
- 25. května – Vilém Bernard, předseda exilové sociální demokracie (* 5. května 1912)
- 05. června – Josef Václav Bečka, jazykovědec (* 10. července 1903)
- 22. června
  - Miloslav Štibich, herec (* 25. srpna 1928)
  - Karel Jernek, divadelní režisér (* 31. března 1910)
- 25. června – Alena Ladová, malířka (* 29. prosince 1925)
- červen – Jindřich Zahradník, ekonom a politik (* 4. července 1916)
- 07. července – Vojtěch Kubašta, malíř (* 7. října 1914)
- 13. července – Karel Bidlo, fagotista (* 13. ledna 1904)
- 22. července
  - Milan Zezula, malíř (* 26. července 1921)
  - Jaromír Hrbek, komunistický lékař, politik, strůjce čistek (* 28. června 1914)
- 27. července
  - Jan Byrtus, fotograf (* 8. listopadu 1935)
  - Jaromír Svoboda, zpěvák a divadelní fotograf (* 1. dubna 1917)
- 31. července – Oldřich Sirovátka, slovesný folklorista a etnograf (* 8. září 1925)
- 03. srpna – Josef Pojar, kněz, voják a příslušník výsadku Gummit (* 28. července 1914)
- 04. srpna
  - František Tomášek, kardinál (* 30. června 1899)
  - František Běloun, matematik a pedagog (* 13. dubna 1912)
  - Andělín Grobelný, historik (* 21. července 1922)
- 09. srpna – Miloň Novotný, reportážní fotograf (* 11. dubna 1930)
- 10. srpna – Jitka Kolínská, malířka, grafička a ilustrátorka (* 24. září 1930)
- 19. srpna – Drahomír Koudelka, volejbalista, mistr světa (* 26. května 1946)
- 26. srpna
  - Karel Roden mladší, herec (* 10. srpna 1914)
  - Karel Horálek, slavista (* 4. listopadu 1908)
- 06. září – Theodor Petrík, ministr spojů ČSFR (* 23. října 1925)
- 30. října – Václav Fišer, herec (* 7. září 1912)
- 14. září – Stanislav Kocourek, fotbalový reprezentant (* 12. června 1921)
- 19. září
  - Jaromír Jech, folklorista (* 27. srpna 1918)
  - Štěpánka Štěpánová, operní pěvkyně-altistka (* 13. prosince 1906)
- 30. září – Prokop Málek, lékař, šéfredaktor časopisu Vesmír (* 9. dubna 1915)
- 01. října – Vladimír Vondráček, malíř, výtvarník a sochař (* 1. srpna 1922)
- 09. října – Ladislav Koubek, fotbalový reprezentant (* 21. dubna 1920)
- 27. října
  - Vladimír Hlavatý, herec (* 29. října 1905)
  - Ivan Andreadis, stolní tenista (* 3. dubna 1924)
- 30. října – Václav Fišer, herec (* 7. září 1912)
- 04. listopadu – Darek Vostřel, herec (* 9. ledna 1929)
- 05. listopadu – Zbyšek Pantůček, kabaretní zpěvák (* 16. února 1938)
- 07. listopadu
  - Jaroslav Pešina, historik umění (* 27. dubna 1912)
  - Alexander Dubček, československý a slovenský politik (* 27. listopadu 1921)
- 08. listopadu – Hana Klenková, autorka próz pro mládež i pro dospělé, překladatelka z angličtiny a publicistka (* 8. června 1905)
- 09. listopadu – Václav Jíra, fotbalový reprezentant (* 2. srpna 1921)
- 12. listopadu – Marie Kodovská, naivní malířka a básnířka (* 21. ledna 1912)
- 19. listopadu – Milan Klusák, diplomat, ministr kultury (* 8. června 1923)
- 21. listopadu – Géza Novák, flétnista (* 22. června 1921)
- 23. listopadu – Jozef Kvasnica, teoretický fyzik (* 17. března 1930)
- 01. prosince
  - Anton Malatinský, fotbalový reprezentant (* 15. ledna 1920)
  - Hans Ernest Oplatka, fotograf (* 12. srpna 1911)
- 05. prosince – Alois Apfelbeck, matematik (* 18. listopadu 1925)
- 09. prosince – Josef Prošek, fotograf (* 19. října 1923)
- 12. prosince – Ota Holub, spisovatel a publicista (* ? 1930)
- 15. prosince – Josef Rybák, spisovatel (* 1. května 1904)
- 16. prosince – Leoš Nebor, fotograf (* 13. února 1930)
- 28. prosince – Eugen Jegorov, jazzový hudebník a herec (* 9. října 1937)
- 29. prosince – Jaroslav Borovička, fotbalový reprezentant (* 26. listopadu 1931)
- neznámé datum
  - Jan Navrátil, česko-rakouský kardiochirurg (* 26. ledna 1909)
  - Maurus Verzich, opat kláštera benediktinů v Praze na Slovanech (Emauzy) (* 1911)
  - Václav Vacek, houslista a hudební pedagog (* 11. července 1918)
  - Milan Jonáš, herečka (* 1926)

### Svět

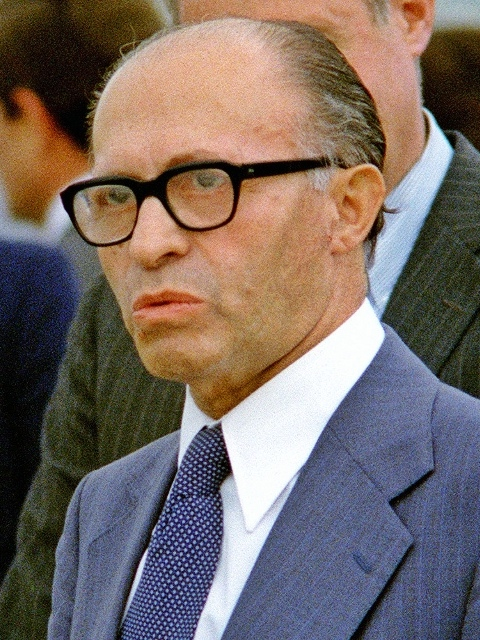
Menachem Begin († 9. března)

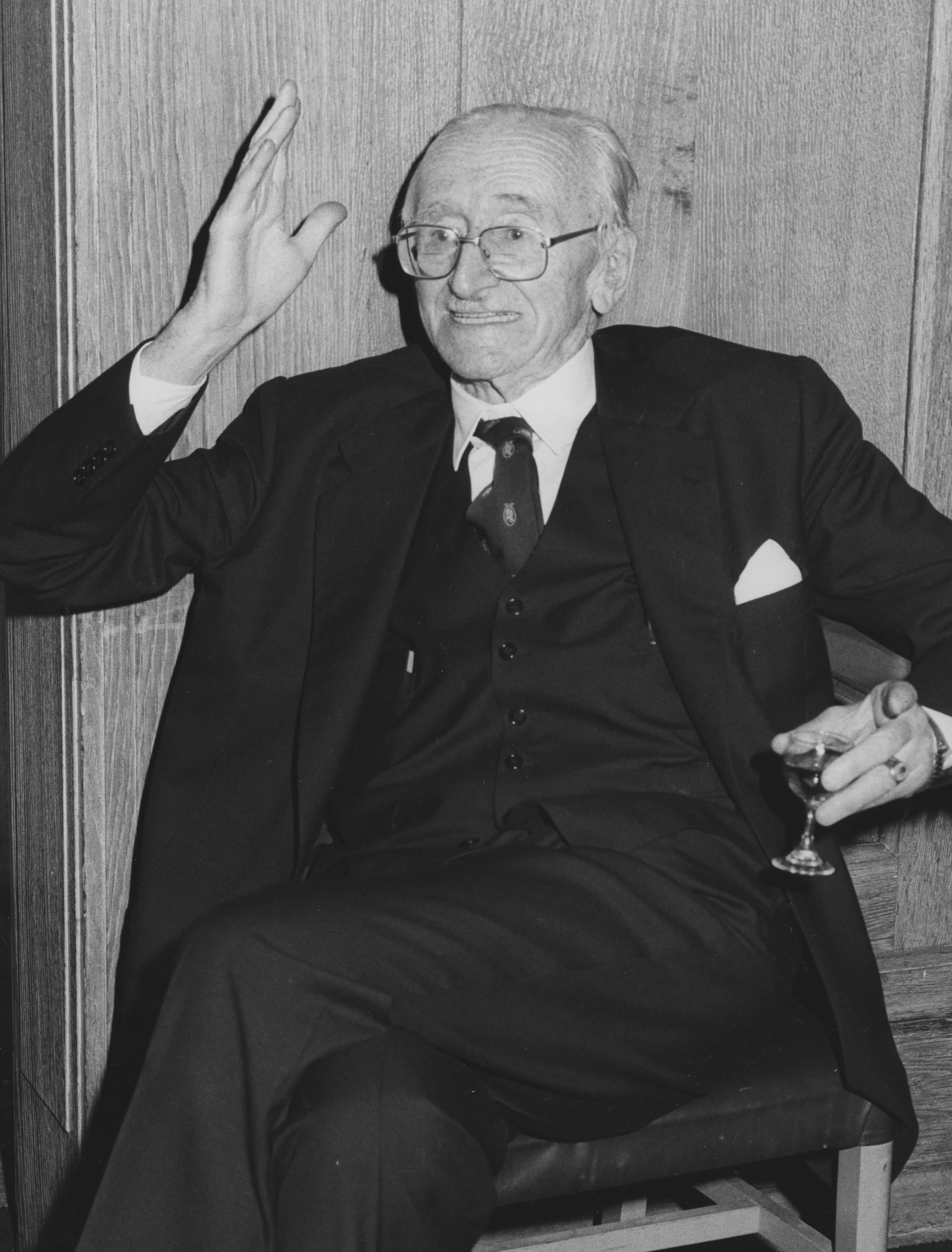
Friedrich August von Hayek († 23. března)

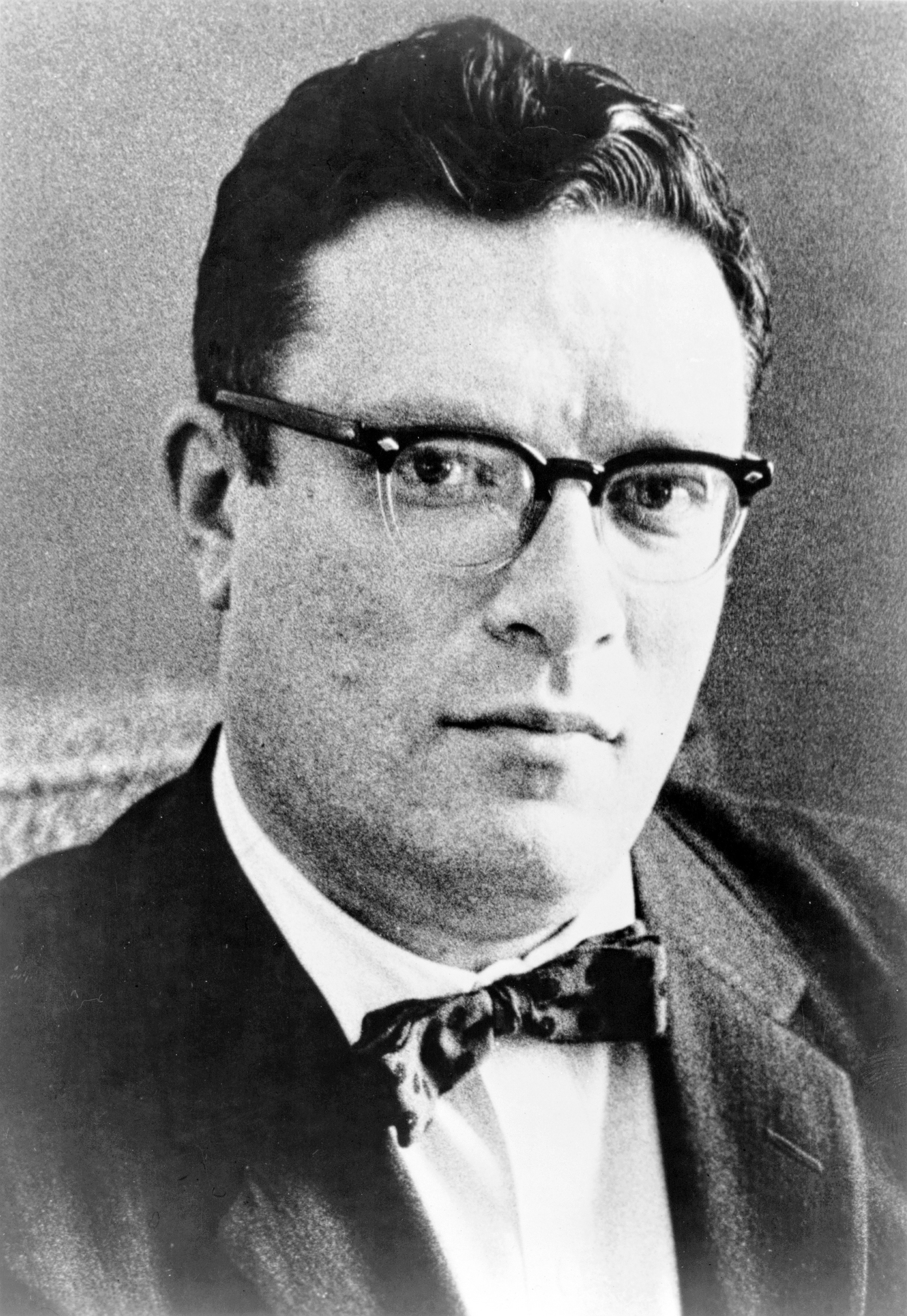
Isaac Asimov († 6. dubna)

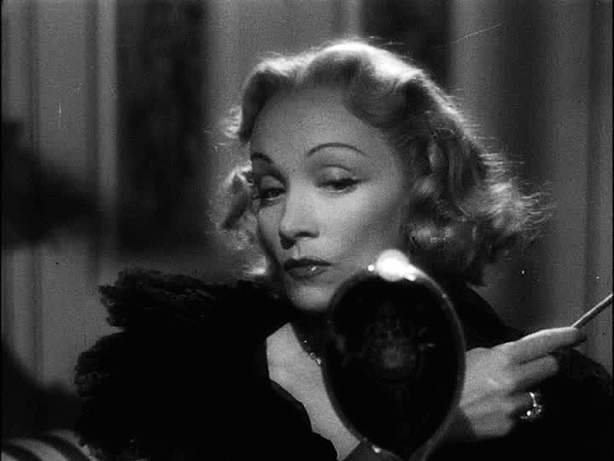
Marlene Dietrichová († 6. květen)

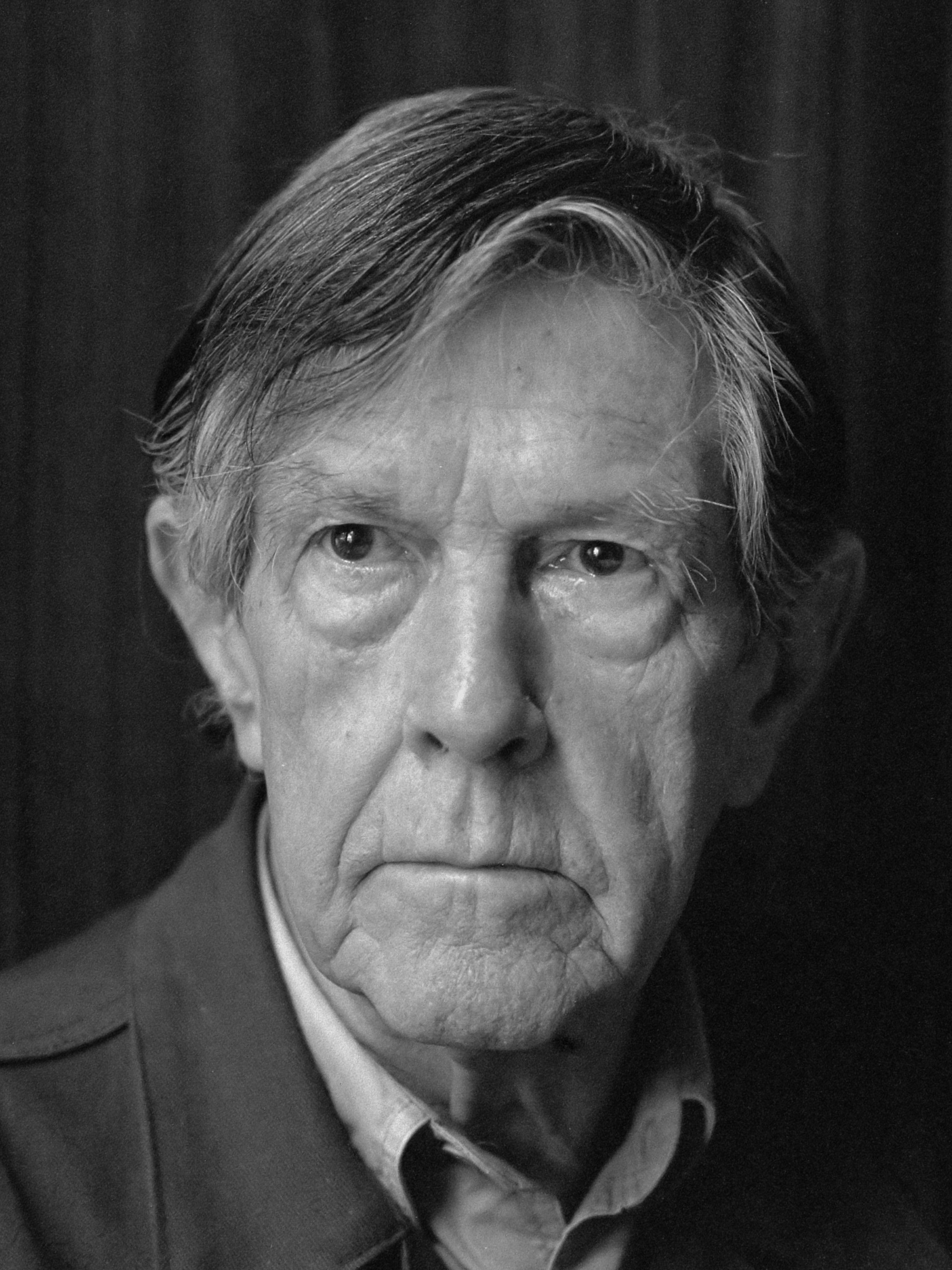
John Cage († 12. srpna)

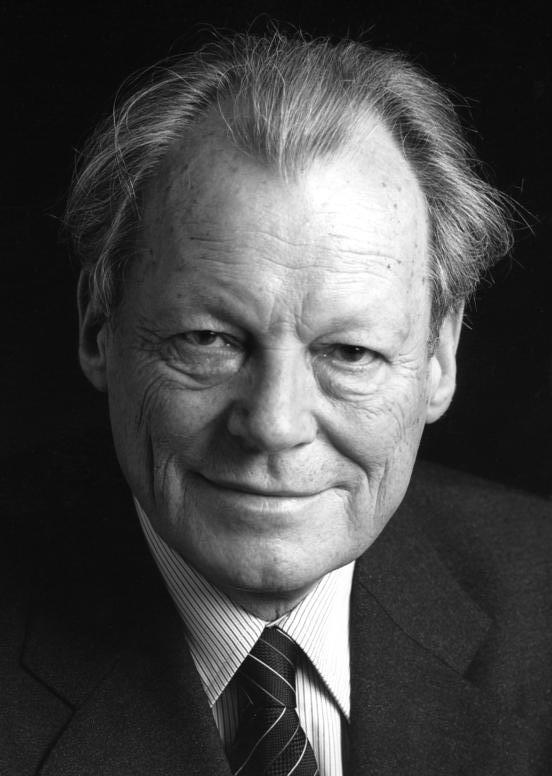
Willy Brandt († 8. říjen)

- 1. ledna – Grace Hopperová, americká matematička (* 9. prosince 1906)
- 3. ledna – Judith Andersonová, australská herečka (* 10. února 1897)
- 6. ledna – Elena Čepčeková, slovenská spisovatelka (* 26. ledna 1922)
- 8. ledna – Nicolas Schöffer, maďarský sochař (* 6. září 1912)
- 10. ledna – Roberto Bonomi, argentinský automobilový závodník (* 30. září 1919)
- 12. ledna – Walt Morey, americký spisovatel knih pro mládež (* 3. února 1907)
- 14. ledna
  - Irakli Abašidze, gruzínský básník (* 10. září 1909)
  - Jerry Nolan, americký rockový bubeník (* 7. května 1946)
- 16. ledna – Adžán Čá, buddhistický meditační učitel (* 17. června 1918)
- 21. ledna – Boris Arapov, ruský hudební skladatel (* 12. září 1905)
- 26. ledna – José Ferrer, portorikánský herec (* 8. ledna 1912)
- 27. ledna – Arvo Ylppö, finský pediatr (* 27. října 1887)
- 28. ledna – Nachman Avigad, izraelský archeolog (* 25. září 1905)
- 29. ledna – Willie Dixon, americký bluesový hudebník, zpěvák a skladatel (* 1. července 1915)
- 3. února – Junior Cook, americký jazzový saxofonista (* 22. července 1934)
- 9. února – Richard Sedloň, americký malíř (* 6. srpna 1900)
- 10. února – Alex Haley, americký spisovatel (* 11. srpna 1921)
- 11. února – Adolph Giesl-Gieslingen, rakouský konstruktér lokomotiv (* 7. září 1903)
- 16. února
  - Abbás al-Músáví, vůdce teroristického hnutí Hizballáh (* 1952)
  - Angela Carterová, anglická spisovatelka a novinářka (* 7. května 1940)
- 27. února – Algirdas Julien Greimas, francouzský sémiotik (* 9. března 1917)
- 28. února – Pavol Suržin, slovenský básník (* 30. června 1939)
- 4. března – Alois Hauk, český římskokatolický kněz (* 25. března 1906)
- 6. března – Maria Helena Vieira da Silva, portugalská malířka (* 13. června 1908)
- 9. března – Menachem Begin, izraelský premiér (* 16. srpna 1913)
- 23. března – Friedrich August von Hayek, rakouský ekonom a filozof (* 8. května 1899)
- 27. března – James E. Webb, ředitel NASA (* 7. října 1906)
- 29. března – John Spencer, 8. hrabě Spencer, britský šlechtic a otec princezny Diany (* 24. ledna 1924)
- 4. dubna – Samuel Reshevsky, americký šachový velmistr (* 26. listopadu 1911)
- 5. dubna – Sam Walton, americký obchodník, zakladatel obchodního řetězce Walmart (* 29. března 1918)
- 6. dubna – Isaac Asimov, americký spisovatel a biochemik ruského původu (* 1920)
- 8. dubna – Daniel Bovet, italský farmakolog, nositel Nobelovy ceny (* 23. března 1907)
- 10. dubna – Peter D. Mitchell, britský biochemik, nositel Nobelovy ceny (* 29. září 1920)
- 14. dubna
  - David Miller, americký filmový režisér (* 28. listopadu 1909)
  - Sammy Price, americký jazzový klavírista (* 6. října 1908)
- 17. dubna – Arkadij Černyšov, sovětský hokejista, fotbalista a trenér (* 16. března 1914)
- 19. dubna
  - Dušan Slávik, slovenský odbojář, politik pronásledovaný komunistickým režimem (* 10. ledna 1922)
  - Kristen Frenchová, kanadská školačka, která byla zavražděna (* 10. května 1976)
- 20. dubna – Benny Hill, anglický komik (* 21. ledna 1924)
- 21. dubna
  - Väinö Linna, finský spisovatel (* 20. prosince 1920)
  - Vladimír Kirillovič Ruský, člen rodiny Holstein‑Gottorp‑Romanov (* 30. srpna 1917)
- 22. dubna – Nevvare Hanımefendi, manželka posledního osmanského sultána Mehmeda VI. (* 4. května 1901)
- 23. dubna – Satyajit Ray, indický filmový režisér (* 2. května 1921)
- 27. dubna – Olivier Messiaen, francouzský hudební skladatel (* 10. prosince 1908)
- 28. dubna
  - Hasan as-Senussi, libyjský korunní princ (* 1928)
  - Francis Bacon, britský figurativní malíř (* 28. října 1909)
- 6. května
  - Gaston Reiff, belgický olympijský vítěz v běhu na 5000 metrů z roku 1948 (* 24. února 1921)
  - Marlene Dietrichová, německo-americká herečka a zpěvačka německého původu (* 27. prosince 1901)
- 11. května – Emil Kolozsvári Grandpierre, maďarský spisovatel (* 15. ledna 1907)
- 13. května – Wanda Rutkiewiczová, polská horolezkyně, alpinistka (* 4. února 1943)
- 20. května – Giovanni Colombo, italský kardinál, arcibiskup Milána (* 6. prosince 1902)
- 25. května – Philip Habib, americký diplomat (* 25. února 1920)
- 29. května – Ollie Halsall, britský kytarista a vibrafonista (* 14. března 1949)
- 30. května
  - Karl Carstens, prezident Spolkové republiky Německo (* 14. prosince 1914)
  - Antoni Zygmund, polský matematik (* 25. prosince 1900)
- 2. června – Virghil Gheorghiu, rumunský diplomat, duchovní ortodoxní církve a francouzsky píšící spisovatel (* 13. září 1916)
- 3. června – Wilfried Dietrich, německý zápasník, olympijský vítěz (* 14. října 1933)
- 12. června – Robert Milton Zollinger, americký chirurg (* 4. září 1903)
- 13. června – Pumpuang Duangjan, thajská zpěvačka (* 4. srpna 1961)
- 15. června – Lev Gumiljov, sovětský historik, antropolog a etnolog (* 1. října 1912)
- 18. června – Mordechaj Ardon, izraelský malíř (* 13. července 1896)
- 19. června – Kathleen McKaneová Godfreeová, anglická tenistka a badmintonistka (* 7. května 1896)
- 21. června
  - Joan Fuster, katalánský spisovatel (* 23. listopadu 1922)
  - Li Sien-nien, prezident Čínské lidové republiky (* 23. června 1909)
- 25. června
  - James Stirling, britský architekt (* 22. dubna 1926)
  - Kurt Lütgen, německý spisovatel (* 25. listopadu 1911)
- 28. června
  - Michail Tal, sovětský lotyšský šachový velmistr (* 9. listopadu 1936)
  - Howard Roberts, americký kytarista (* 2. října 1929)
- 2. července
  - Camarón de la Isla, španělský zpěvák romského původu (* 5. prosince 1950)
  - Borislav Pekić, srbský spisovatel (* 4. února 1930)
- 4. července – Ástor Piazzolla, argentinský hudební skladatel (* 11. března 1921)
- 9. července – Josy Barthel, lucemburský olympijský vítěz na patnáctistovce (* 24. dubna 1927)
- 19. července – Paolo Borsellino, italský prokurátor a bojovník proti italské mafii (* 19. ledna 1940)
- 21. července – Ernst Schäfer, německý ornitolog (* 14. března 1910)
- 27. července – Max Dupain, australský fotograf (* 22. dubna 1911)
- 5. srpna – Jeff Porcaro, americký rockový bubeník (* 1. dubna 1954)
- 7. srpna – Seweryna Szmaglewska, polská spisovatelka (* 11. února 1916)
- 10. srpna
  - Aribert Heim, rakouský nacistický lékař, Doktor Smrt (* 28. června 1914)
  - Šim'on Agranat, předseda Nejvyššího soudu Státu Izrael (* 5. září 1906)
- 12. srpna – John Cage, americký skladatel (* 5. září 1912)
- 15. srpna – Giorgio Perlasca, italský obchodník a zachránce židů za holocaust (* 31. ledna 1910)
- 16. srpna – Oľga Adamčíková, slovenská herečka (* 17. února 1903)
- 17. srpna – Jorgos Papandreu, řecký premiér (* 16. června 1952)
- 18. srpna – John Sturges, americký filmový režisér (* 3. ledna 1910)
- 21. srpna – Dai Vernon, kanadský kouzelník a iluzionista (* 11. června 1894)
- 23. srpna – Francis Leroy Stewart, americký fotograf (* 22. července 1909)
- 27. srpna – Pavol Mitter, slovenský geolog, speleolog a politik (* 11. září 1941)
- 2. září – Barbara McClintocková, americká bioložka, nositel Nobelovy ceny (* 16. června 1902)
- 5. září – Fritz Leiber, americký spisovatel (* 24. prosince 1910)
- 6. září – Mervyn Johns, velšský herec (* 18. února 1899)
- 12. září – Anthony Perkins, americký herec (* 4. dubna 1932)
- 18. září
  - Lona Andre, americká herečka (* 2. března 1915)
  - Markéta Dánská, dánská princezna (* 17. září 1895)
- 25. září – César Manrique, španělský výtvarník a architekt (* 24. dubna 1919)
- 1. října – Petra Kellyová, německá aktivistka a politička (* 29. listopadu 1947)
- 7. října – Ed Blackwell, americký jazzový bubeník (* 10. října 1929)
- 8. října – Willy Brandt, německý politik (* 1913)
- 16. října – Shirley Boothová, americká herečka (* 30. srpna 1898)
- 19. října – Arthur Wint, jamajský běžec, dvojnásobný olympijský vítěz (* 25. května 1920)
- 20. října – Koča Popović, srbský komunistický politik (* 14. března 1908)
- 25. října – Roger Miller, americký herec, skladatel a country zpěvák (* 2. ledna 1936)
- 27. října – David Bohm, britský fyzik (* 20. prosince 1917)
- 28. října – Jerzy Jesionowski, polský prozaik a dramatik (* 7. listopadu 1919)
- 30. října – Joan Mitchellová, americká malířka (* 12. února 1925)
- 1. listopadu – Karl Wolfgang Deutsch, německo-český politolog (* 21. července 1912)
- 5. listopadu
  - Arpad Elo, americký fyzik maďarského původu (* 25. srpna 1903)
  - Jan Oort, nizozemský astronom (* 28. dubna 1900)
- 11. listopadu – Earle Meadows, americký olympijský vítěz ve skoku o tyči (* 19. června 1913)
- 16. listopadu – Max Huber, švýcarský a italský grafik (* 5. června 1919)
- 18. listopadu – Radu Tudoran, rumunský spisovatel (* 8. března 1910)
- 19. listopadu – Bryan Houghton, anglický katolický kněz a spisovatel (* 1911)
- 21. listopadu – Kayson Phomvihan, laoský prezident (* 13. prosince 1920)
- 23. listopadu – Roy Acuff, americký country zpěvák (* 15. září 1903)
- 24. listopadu – Eberhard Spenke, německý fyzik (* 5. prosince 1905)
- 25. listopadu – Dmitrij Ukolov, sovětský hokejový reprezentant (* 23. října 1929)
- 26. listopadu
  - Annie Skau Berntsen, norská misionářka (* 29. května 1911)
  - John Sharp, britský herec (* 5. srpna 1920)
- 29. listopadu
  - Jean Dieudonné, francouzský matematik (* 1. července 1906)
  - Hans Günther Mukarovsky, rakouský afrikanista (* 2. října 1922)
- 6. prosince – Heorhij Majboroda, ukrajinský hudební skladatel (* 1. prosince 1913)
- 17. prosince
  - Dana Andrews, americký filmový a divadelní herec (* 1. ledna 1909)
  - Günther Anders, rakouský filozof a spisovatel (* 12. července 1902)
- 15. prosince
  - Sven Delblanc, švédský spisovatel (* 26. května 1931)
  - Alexandr Mironov, běloruský sovětský spisovatel (* 23. listopadu 1910)
- 18. prosince – H. L. A. Hart, britský právní filosof (* 18. června 1907)
- 21. prosince – Albert King, americký bluesový kytarista a zpěvák (* 25. dubna 1923)
- 24. prosince – Peyo, (Pierre Culliford) belgický kreslíř komiksů (* 25. června 1928)
- 26. prosince – John George Kemeny, americký matematik, maďarského původu (* 31. května 1926)
- 27. prosince – Pavol Čarnogurský, slovenský politik (* 22. února 1908)
- 30. prosince
  - Mihailo Lalić, černohorský spisovatel (* 7. října 1914)
  - Lusine Zakarjan, arménská sopranistka (* 1. června 1937)
- neznámé datum
  - Avraham Harman, izraelský diplomat a rektor Hebrejské univerzity v Jeruzalémě (* 1915)
  - Martha McMillan Roberts, americká fotografka (* 1919)
  - Paul Hammond, britský rockový bubeník a hudební skladatel (* 1952)

## Hlavy států
- Československo – Václav Havel (od 20. července úřad neobsazen)
- Maďarsko – Árpád Göncz
- Vatikán – Jan Pavel II. (papež)
- Spojené království – Alžběta II.
- USA – George H. W. Bush
- Rusko – Boris Jelcin